# Paolo Barbi
Paolo Barbi (ur. 23 sierpnia 1919 w Trieście, zm. 10 czerwca 2011 w Neapolu) – włoski polityk, długoletni parlamentarzysta, działacz Chrześcijańskiej Demokracji.

## Życiorys
Studiował filozofię na Uniwersytecie Katolickim w Mediolanie. Pracował jako wykładowca w akademii wojskowej Nunziatella w Neapolu. Zaangażował się w działalność organizacji katolickich i włoskiej chadecji, został członkiem partyjnej egzekutywy. W latach 1958–1976 sprawował mandat posła do Izby Deputowanych III, IV, V i VI kadencji. Następnie do 1979 był senatorem VII kadencji. W czterech rządach pełnił funkcje podsekretarza stanu w różnych resortach – przemysłu (1968), budżetu (1969–1970), skarbu państwa (1978–1979). W pierwszych powszechnych wyborach w 1979 został wybrany do Parlamentu Europejskiego I kadencji. Od 1982 do 1984 pełnił funkcję przewodniczącego frakcji Europejskiej Partii Ludowej.